# 六波羅蜜寺

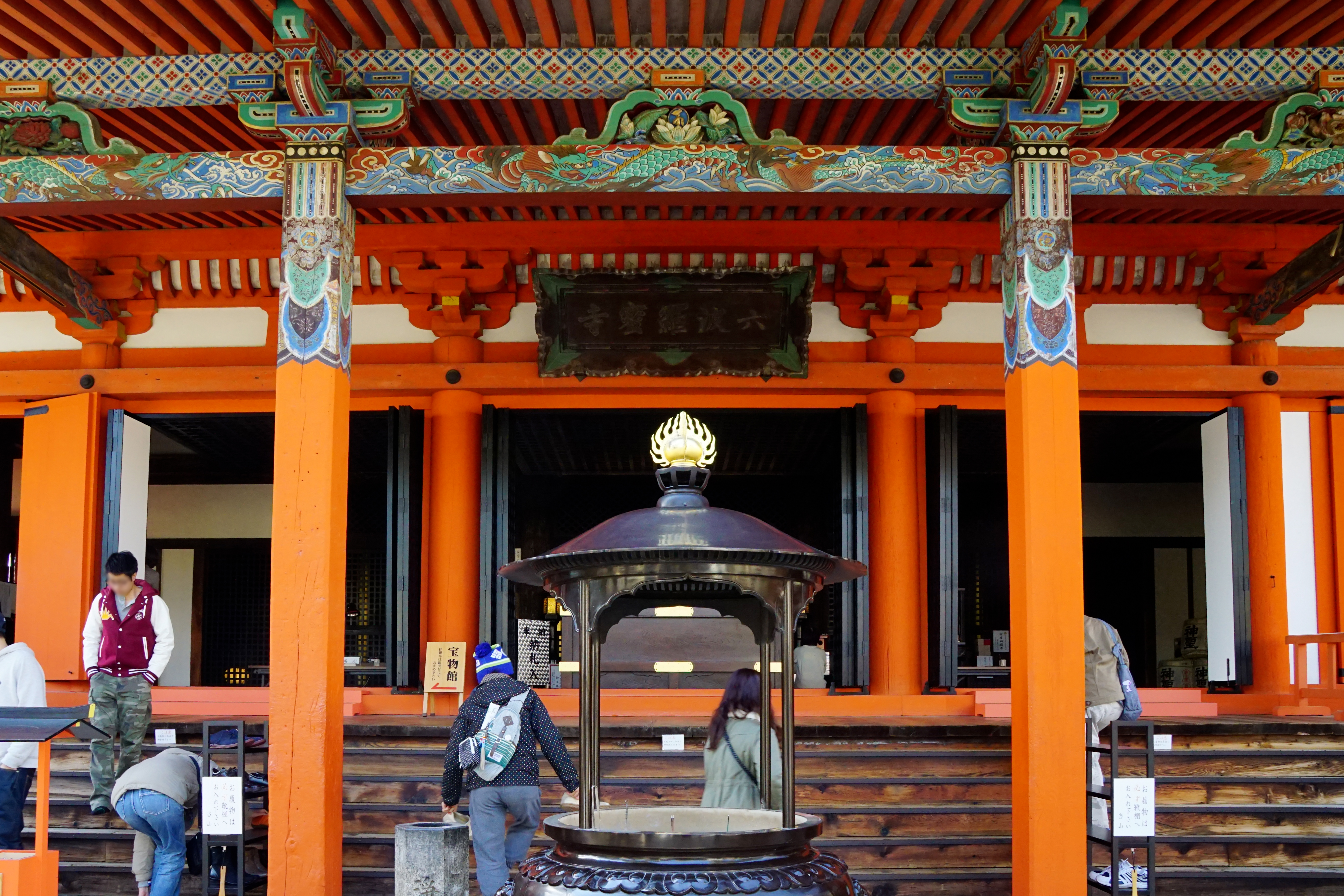
本堂正面

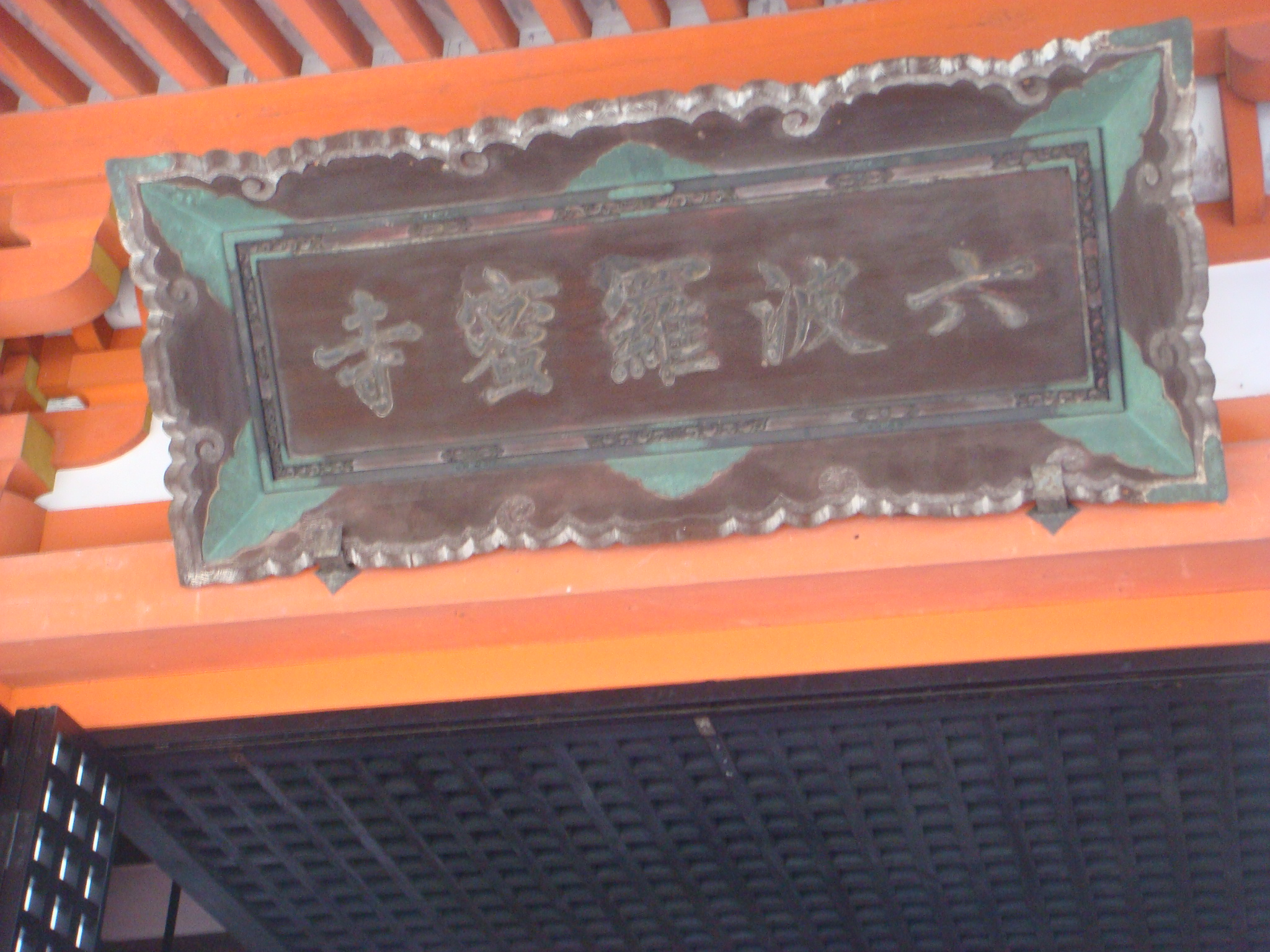
扁額

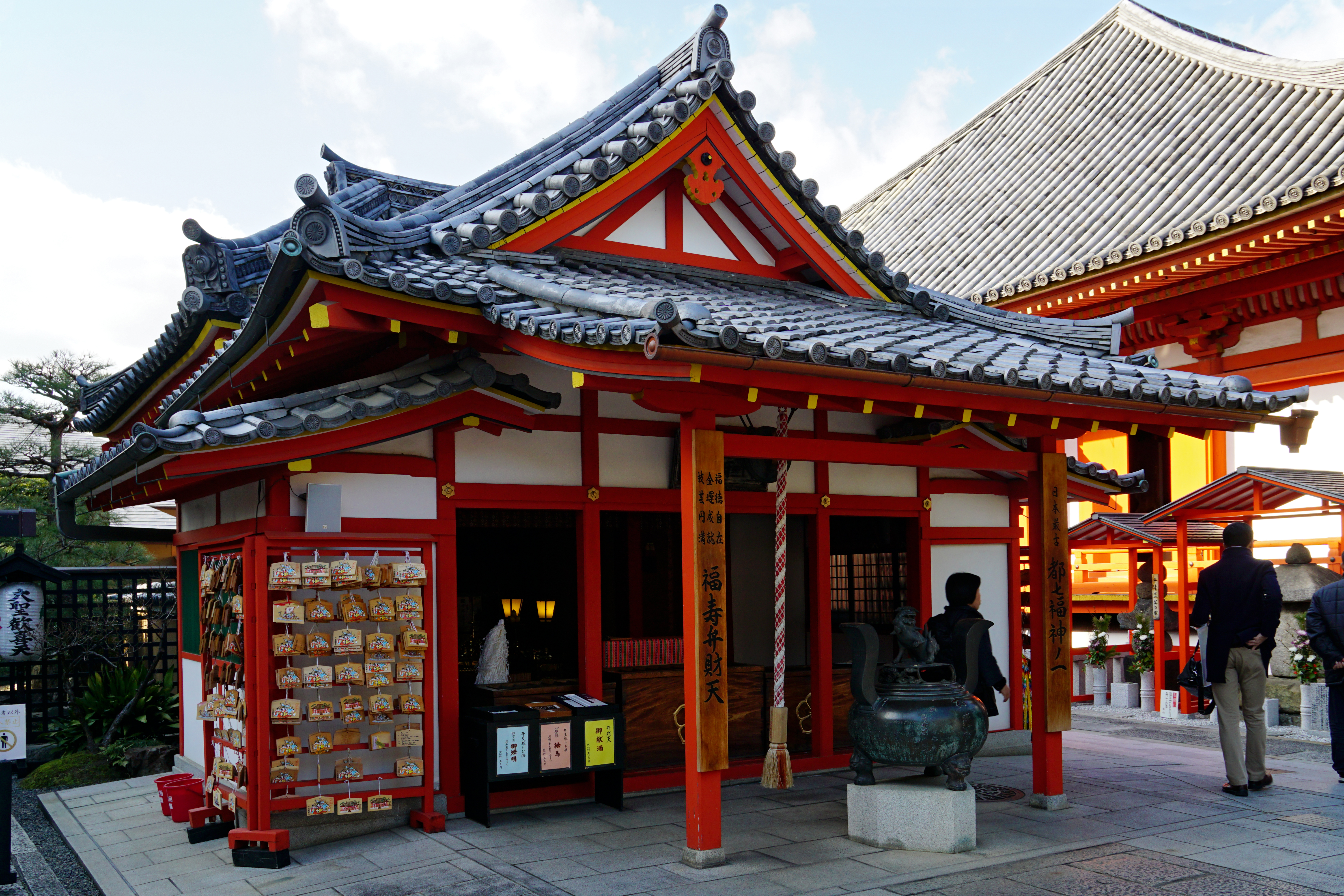
弁財天堂

六波羅蜜寺 （ろくはらみつじ）は、京都市東山区轆轤町にある真言宗智山派の寺院。山号は補陀洛山。本尊は十一面観音。創建者は空也上人。西国三十三所第17番札所。洛陽三十三所観音霊場第15番札所。
本尊真言：おん ろけいじんばら きりく そわか
ご詠歌：重くとも五つの罪はよもあらじ 六波羅堂へ参る身なれば

## 歴史
創建年は不明。平安時代の歴史書『扶桑略記』によれば、踊り念仏で知られる空也が平安時代中期の天暦5年（951年）に造立した十一面観音を本尊とする道場に由来し、当初は西光寺と称した。空也は疫病の蔓延する当時の京都で、この観音像を車に乗せて引きながら歩き、念仏を唱え、病人に茶をふるまって多くの人を救ったという。また、空也は応和3年（963年）8月に鴨川岸に僧600名を集めて大規模な大般若経供養会を行い、この時をもって西光寺の創建とする説もある。当時、鴨川は遺体の捨て場であり、葬送の場であった。
空也の死後、貞元2年（977年）に比叡山延暦寺の僧・中信が西光寺を六波羅蜜寺と改称し、天台宗に属する天台別院とした。名称は仏教の教義「六波羅蜜」に由来する。いっぽう、この地を「六原」と称したことに由来するとも考えられる。なお、六波羅密寺は誤字である。
平安時代末期には平正盛が付近に阿弥陀堂（現・常光院）を建立して以来平家との繋がりができた。平忠盛が当寺の塔頭に軍勢を駐屯させ、やがて境内の隣に六波羅殿と呼ばれる館が建築された。平清盛によって当寺は平家の屋敷群に取り込まれ、寺の内外一帯に平家一門の屋敷が5,200棟余りも建設された。寿永2年（1183年）に平家が都落ちした際に炎上し、当寺の諸堂も類焼し、本堂のみ焼失を免れた。この後、当地には鎌倉幕府によって六波羅探題が置かれた。
当寺は源頼朝や足利義詮により再興が行われた。本堂は南北朝時代の貞治2年（1363年）に再建されている。しかし、境内は度々火災にあっている。
文禄年間（1593年 - 1596年）に、豊臣秀吉による方広寺大仏（京の大仏）建立の際に本堂が修理されて向拝が付け加えられ、寺領70石が安堵された。この際に真言宗智積院の末寺となっている。
江戸時代までは大伽藍が存在した。明治維新の廃仏毀釈を受けて大幅に寺域が縮小した。寺の周囲は民家に囲まれて境内は狭くなった。
1969年（昭和44年）に本堂が解体修理され、その際に基壇から『今昔物語集』や『山槐記』などに記載されている泥塔が約8,000基出土している。

## 境内
- 本堂（重要文化財） - 貞治2年（1363年）再建[1]。外陣を板敷きとし、蔀戸で仕切られた内陣を一段低い四半敷き土間とする天台式建築である。文禄年間（1593年 - 1596年）に豊臣秀吉によって本堂に現在ある向拝が附設された。1969年（昭和44年）には解体修理されている[1]。
- 宝物館
- 平清盛塚
- 阿古屋塚 - 平景清の妻阿古屋の塚。
- 福寿弁財天堂
- 庫裏
- 浄心苑
- 銭洗い弁財天堂
- 正門

## 文化財

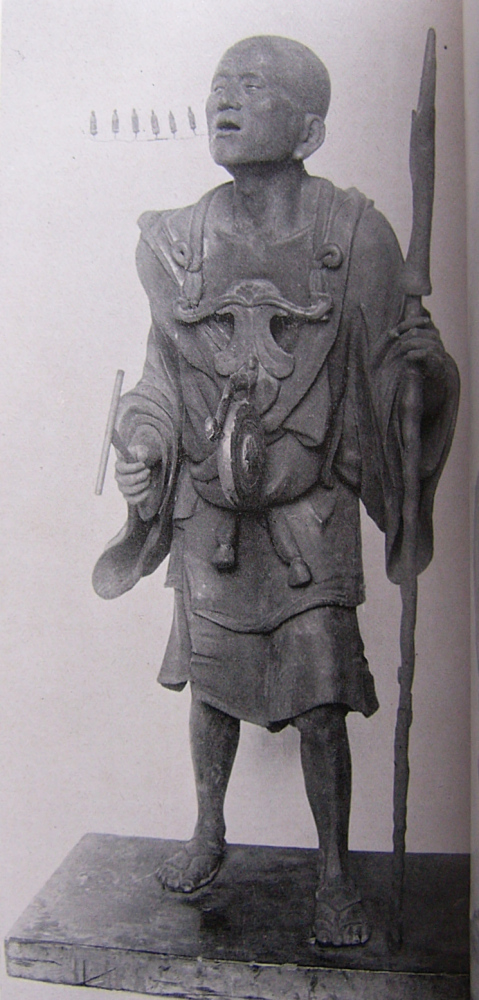
空也上人像

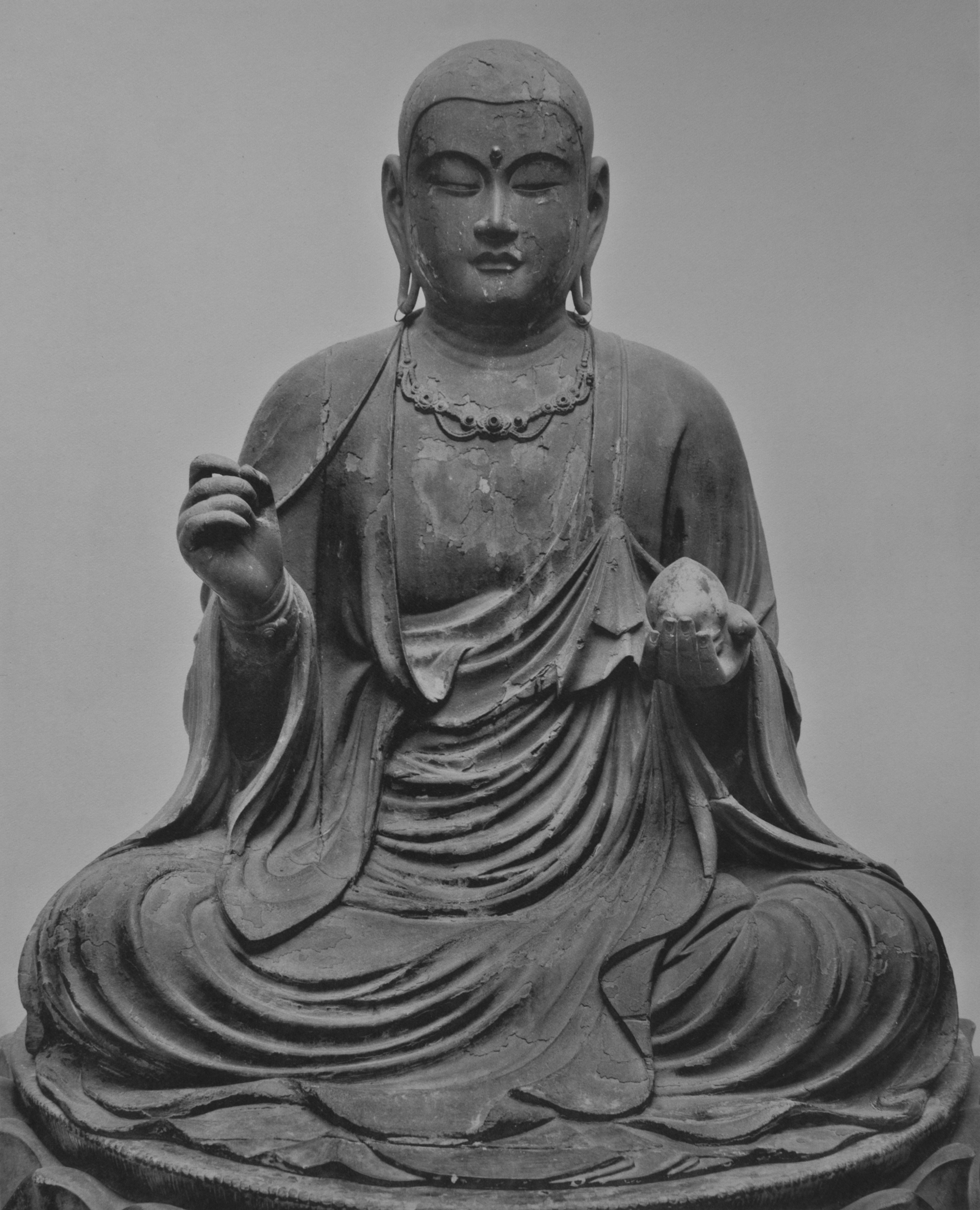
地蔵菩薩坐像（伝運慶作）

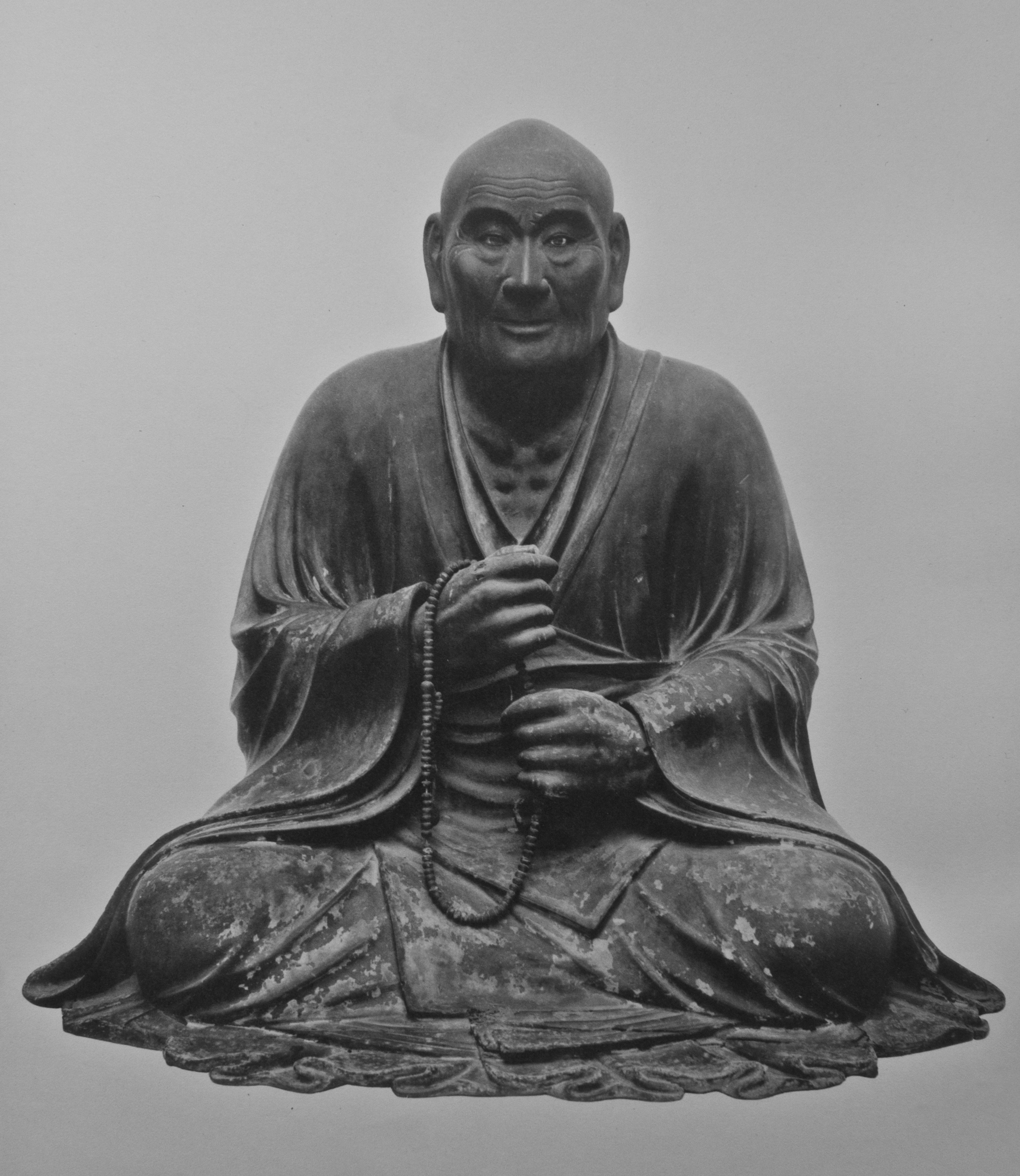
伝・運慶像

国宝の本尊像以外にも、空也上人像、伝・平清盛像、運慶の真作と見なされる地蔵菩薩坐像など日本彫刻史上著名な仏像、肖像を有する。本尊以外の諸仏は宝物館に安置されている。

### 国宝
- 木造十一面観音立像

平安時代。10世紀頃の作風を示し、伝承のとおり天暦5年（951年）に空也が創建した西光寺の本尊像であると思われる。厨子内に安置されており、12年に1度辰年にのみ開帳される秘仏である（さらに60年に1度、白色の淵龍護符（飛龍文様入り）の授与がある）。天暦5年（951年）に京都で疫病が流行し、空也が自ら刻んだとされ、この御仏を荷車に載せて市中を回り、小梅と結び昆布をいれた皇服茶という薬湯を病人に授けながら疫病を鎮めたという伝承がある。像高258センチメートルの巨像でありながら、頭・体の根幹部を一材から彫り出す一木造とする。表情は温和であり、平安前期彫刻から平安後期の和様彫刻に至る過渡期を代表する作例である。歴史的にも重要な作例として1999年（平成11年）に国宝に指定された。

### 重要文化財
- 本堂
- 木造空也上人立像

鎌倉時代、運慶の四男・康勝の作。僧侶の肖像彫刻は坐像に表すものが多いが、本像はわらじ履きで歩く空也の姿を表している。疫病が蔓延していた京の街中を、空也が鉦（かね）を鳴らし、念仏を唱えながら悪疫退散を祈りつつ歩くさまを迫真の描写力で表現している。空也は首から鉦を下げ、右手には鉦を叩くための撞木（しゅもく）、左手には鹿の角のついた杖をもっている。空也の口からは6体の阿弥陀仏の小像が吐き出されている。6体の阿弥陀仏は「南無阿弥陀仏」の6字を象徴し、念仏を唱える様子を視覚的に表現している。六体の小像は針金でつながっている。
- 木造僧形坐像（伝・平清盛像） - 鎌倉時代。平清盛とされる経を持った僧形の像[3]。
- 木造地蔵菩薩坐像 - 鎌倉時代。銘文はないが、寺伝、作風等から運慶作とされる像。運慶一族の菩提寺である地蔵十輪院から移されたとする伝承がある[3]。理知的でさわやかな表情、切れ味するどい衣文などから運慶作とする説がある。
- 木造伝・運慶坐像、伝・湛慶坐像 - 鎌倉時代。日本仏像彫刻史上もっとも有名な仏師親子の肖像彫刻とされている。精悍な伝・湛慶像と、老いてまだまだ盛んな巨匠といった風貌の伝・運慶像とそれぞれの個性が表現されている。前記の地蔵菩薩坐像とともに地蔵十輪院に伝わった。十輪院は運慶一族の菩提寺であったことから本尊の脇侍のように祀られていた[3]。
- 木造四天王立像 4躯 - 平安時代。本尊の十一面観音像とともに、空也による創建期の遺作である。4体のうち、増長天像のみは鎌倉時代の補作である。
- 木造薬師如来坐像 - 平安時代。天台様式がみられ、中信による中興時の像と考えられる。
- 木造地蔵菩薩立像 - 平安時代。六波羅地蔵堂に安置されていた。左手に頭髪を持ち、鬘掛（かつらかけ）地蔵と呼ばれ信仰されている[3]。『今昔物語集』にもこの像に関する説話が取り上げられるなど、古来著名な像である。
- 木造弘法大師坐像 - 鎌倉時代。快慶の弟子長快の作。
- 木造閻魔王坐像 - 鎌倉時代。
- 木造吉祥天立像 - 鎌倉時代。

### 重要有形民俗文化財
- 泥塔
- 皇服茶碗
- 版木
- 萬燈会関係用具2,300余点

### 重要無形民俗文化財
- 空也踊躍念仏 - 毎年12月に本堂内陣で行われる踊念仏。かつては「未入檀の者には説くなかれ」とされ非公開であったが、国の重要無形文化財に指定されるにあたり一般公開が行われるようになった。日本の踊りの源流につながるものと考えられている[5]。

### 京都府指定有形文化財
- 紙本著色十王図 陸信忠筆 10幅（絵画） - 2022年（令和4年）3月22日指定[6]。
- 六波羅蜜寺再興勧進状 1巻・諸国大名寄進録 2巻（古文書） - 1998年（平成10年）3月13日指定。

### 文化財損傷問題
- 2009年（平成21年）4月に、小中学校の新校舎建築工事に絡んで実施された、隣接する中学校舎の解体工事で、同寺の宝物館内に保管されている空也像が振動で揺れるなどの苦情が、同寺から京都市教育委員会に寄せられた。同市教委は、振動防止用の台を設けるなどして工事を継続し解体を完了したが、その後も、異なる方角に位置する旧小学校舎の解体も予定されており、同寺は、同市教委に対し、整備計画の変更などを求めている。また、空也像の唇部分に塗られた漆の一部が剥がれており、工事による損傷の可能性もあるとして、学校の建設地を変更するよう求めている。これに対して像を確認した文化庁は「損傷と考えていない」との見解を示している[7]。

## 皇服茶
結び昆布と小粒梅を若水でいれた煎茶に入れて戴く。京都に疫病が流行した折、空也上人が薬茶をふるまったことに始まる。村上天皇も服したことからそう呼ばれる。正月の三が日限定。

## 前後の札所
西国三十三所
16 清水寺　-　17 六波羅蜜寺　-　18 六角堂頂法寺
洛陽三十三所観音霊場
14 清水寺泰産寺　-　15 六波羅蜜寺　-　16 仲源寺
都七福神（弁財天）
神仏霊場巡拝の道
117 清水寺　-　118 六波羅蜜寺　-　119 妙法院

## 所在地
- 京都府京都市東山区松原通大和大路東入二丁目轆轤町81-1（「五条通大和大路上ル東入ル轆轤町」とも表記する）

## アクセス
- 京阪電気鉄道京阪本線 清水五条駅より徒歩約7分。
- 阪急電鉄京都本線 京都河原町駅より徒歩約15分。
- 京都市営バス（80・86・急行100・急行106・急行110・202・206・207号系統)・京阪バス（83・83A・85・85A・86・86A・87・87A・87B・88・88B・88C系統）「清水道」バス停より徒歩7分

## 周辺
- 西福寺
- 六道珍皇寺
- 建仁寺
- 大谷本廟
- 清水寺